# C. C. Young
Clement Calhoun Young (Lisbon, Grafton, Nuevo Hampshire; 28 de abril de 1869-Berkeley, Alameda, California; 24 de diciembre de 1947), conocido como C. C. Young, fue un profesor, escritor y político estadounidense que ejerció como el 26.º gobernador de California desde el 4 de enero de 1927 hasta el 6 de enero de 1931. Además, fue el 29.º vicegobernador de California de 1919 a 1927 durante la gobernaturas de William Stephens y Friend Richardson.  Fue miembro del Partido Republicano y del Partido Progresista. Fue el último gobernador californiano de la era progresista.

## Primeros años y educación
Nació el 28 de abril de 1869 en Lisbon (Nuevo Hampshire). Fue hijo de Isaac y Mary Young (de soltera, Calhoun). Cuando tenía un año de edad, su familia se mudó a Oroville (California). En 1892 se graduó de la Universidad de California en Berkeley.
Se dedicó a ser profesor Santa Rosa y San Francisco (ambos en California). Durante su estancia en San Francisco, se afilió a la Asociación Nacional de Educación, en la que inició un activismo a favor de la cooperación de la educación pública y privada. En 1904 publicó The Principles and Progress of English Poetry (Los principios y el progreso de la poesía inglesa).

## Carrera política

### Primeros cargos
En 1906 inició su vida política y se unió al Partido Republicano. En 1908 fue electo miembro del Asamblea Estatal de California, cargo que ejerció desde el año siguiente. Durante su encargo, se volvió cercano al gobernador Hiram Johnson y rápidamente ascendió dentro de la asamblea. De 1913 a 1919 se desempeñó como el 39.º presidente de la Asamblea Estatal de California. En 1914 se unió al Partido Progresista; no obstante, rápidamente en 1916 se integró al Partido Republicano, partido en el que militó el resto de su carrera política.
En las elecciones para gobernador de 1918, Young fue electo vicegobernador de California, con William Stephens como compañero para gobernador. En las Elecciones presidenciales de 1920, fue miembro de los electores del Colegio Electoral por California. En las elecciones para gobernador de 1922, fue reelecto para el cargo, bajo la gobernatura de Friend Richardson.
Para 1926, había crecido una gran frustración dentro de las filas del Partido Republicano por el gobierno de Richardson. Para las elecciones para gobernador de 1926 se descartó a Richardson como candidato, y en su lugar se optó por Young, quien contaba con el apoyo del exgobernador Johnson. En dichas elecciones, ganó con un aplastante 71.22% de los votos, superando por más de cuarenta y seis puntos a su contrincante más cercano, el demócrata Justus Wardell.

### Gobernador de California
El 4 de enero de 1927, Young asumió como el 26.º gobernador de California. Lo primero que hizo fue reorganizar los diversos departamentos y comisiones que conformaban el gabinete de California, para favorecer una mayor coordinación en la administración pública. Entre otras de sus prioridades se encontraban, el financiamiento del sistema carretero a través de nuevos impuestos y la creación de una cárcel para convictas: «San Quintín no es lugar para nuestras prisioneras mujeres».

Sello de California State Parks.

En su primer año de gobierno, envió una iniciativa de ley a la Legislatura para la creación de la una comisión llamada California State Parks (Parques estatales de California), misma que fue aprobada al año siguiente. Frederick Law Olmsted Jr. fue su primer director, encargado de una misión topográfica para la investigación de las tierras aptas para protección ambiental.
En junio de 1927 intervino en el proceso judicial de la política y activista Charlotte Anita Whitney, miembro del Partido Comunista de los Estados Unidos. Whitney había sido arrestada en 1919 después de haber desafiado a las autoridades al pronunciar un discurso, en virtud de la Ley de Sindicalismo Criminal aprobada durante el gobierno de Stephens. Dicha ley había sido avalada por la Corte Suprema de los Estados Unidos al estipular que las «amenazas contra el Estado» no podían ser considerada como libertad de expresión, y por lo tanto, no quedaban protegidas por la Primera Enmienda. Young finalmente el concedió indulto declarando que si bien la ley era constitucional, era «impensable» enviar a Whitney a prisión, y que su juicio se había encontrado plagado de «condiciones anormales» que en circunstancias normales nunca habría continuado.
El 23 de noviembre de 1927 hubo un motín en la Prisión Estatal de Folsom, en la que un grupo de reos consiguieron el control de la cárcel y tomaron como rehenes a los guardias de la prisión. Young respondió al movilizar la Guardia Nacional de California (parte de la Guardia Nacional de los Estados Unidos). La demostración de fuerza provocó que los amotinados se rindieran pacíficamente.

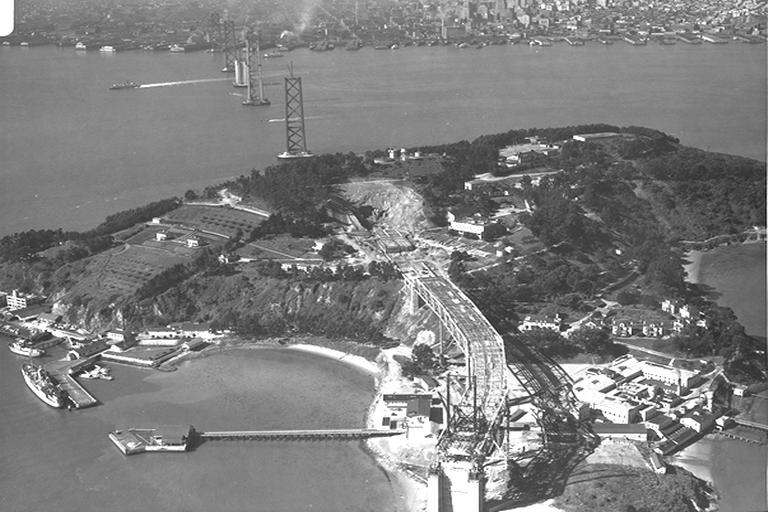
Construcción del Puente de la Bahía San Francisco-Oakland.

En octubre de 1929, Young en compañía del presidente Herbert Hoover, establecieron la Comisión del Puente de la Bahía de San Francisco Hoover-Young para estudiar la factibilidad de construcción de un puente colgante que uniera a San Francisco con el este de la bahía de San Francisco. La comisión presentó su informe en 1930 concluyendo que era «totalmente factible desde el punto de vista económico y de construcción». El Puente de la Bahía San Francisco-Oakland se empezaría a construir en 1933 y fue inaugurado en 1936.
Luego de una huelga de trabajadores agrícolas mexicanos en el Valle de Imperial en 1928, Young encargó una investigación sobre el estado de las condiciones laborales de los mexicanos. Los hallazgos de la investigación, presentados a Young en 1930, concluyeron que los inmigrantes mexicanos constituían la mayoría de la mano de obra agrícola, habían suplantado a otros grupos de inmigrantes y ahora estaban haciendo el trabajo que los estadounidenses europeos blancos no harían. El informe también destacó que muchas prácticas de contratación laboral, incluida la retención del 25 por ciento de los salarios de los trabajadores agrícolas inmigrantes, probablemente sean ilegales.
La pérdida de apoyo para Young entre los progresistas, junto con el comienzo de la Gran Depresión, afectó severamente sus posibilidades de ser reelegido para un segundo mandato como gobernador. A pesar de los lemas de la campaña que incluían «Reelija a C.C. Young — Dejó 31 millones de dólares en el tesoro», Young fue derrotado por James Rolph, el carismático alcalde de San Francisco, en las elecciones primarias del Partido Republicano en 1930. Tras la muerte de Rolph poco antes de las elecciones para gobernador de 1934, Young volvió a buscar la nominación republicana, pero volvió a perder las elecciones primarias ante el sucesor de Rolph, Frank Merriam.

## Últimos años y muerte
Tras su derrota en 1934, Young se retiró de la vida pública y se dedicó a la escritura. En 1943 publicó The Legislature of California (La Legislatura de California), un tratado sobre el poder legislativo en California. Hasta 1944, sirvió grande parte de su post-gobernatura a la empresa Mason-McDuffie, sirviendo como su vicepresidente.
Falleció en la víspera de Navidad de 1947, en su casa a la edad de 78 años. Sus restos mortales se encuentran en el cementerio Sunset View en El Cerrito.

## Vida privada
Durante su tiempo como profesor, estableció su residencia en Berkeley, donde vivió hasta su muerte, por excepción de su encargo como vicegobernador y gobernador.
El 15 de marzo de 1902 se casó con Lyla Jeanette Vincent, que adquirió su apellido de casada. Con ella tuvo dos hijas: Barbara y Lucy.